# Perdita impigra
Perdita impigra är en biart som beskrevs av Timberlake 1968. Perdita impigra ingår i släktet Perdita och familjen grävbin. Inga underarter finns listade i Catalogue of Life.